# Alden Ehrenreich
Alden Caleb Ehrenreich (født 22. november 1989) er en amerikansk skuespiller. Han havde sin spillefilmsdebut i Francis Ford Coppolas uafhængige film Tetro (2009) og medvirkede i Coppolas efterfølgende film Twixt (2011). I 2013 medvirkede han i Woody Allens Blue Jasmine, Park Chan-wooks Stoker og Richard LaGraveneses Beautiful Creatures. I 2016 spillede han Hobie Doyle i Coen brothers' komedie Hail, Caesar! og Frank Forbes i Warren Beattys Rules Don't Apply. I 2018 havde han hovedrollen som Han Solo i Solo: A Star Wars Story, der handler om figurens yngre år.